# Miss Svezia
Miss Svezia (in svedese: Fröken Sverige), è un concorso di bellezza che si tiene annualmente in Svezia sin dal 1949, organizzato dalla rivista VeckoRevyn e dalla compagnia di produzione Strix in collaborazione con MTG. Sino al 2009 la vincitrice del concorso viene qualificata per rappresentare la Svezia a Miss Universo, mentre la seconda classifica partecipa a Miss Mondo. Dal 2005 il concorso ha preso il nome di Nya Fröken Sverige (Nuova Miss Svezia), organizzato dall'azienda di costumi da bagno Panos Emporio.
Successivamente sono stati istituiti altri due concorsi di bellezza Miss Mondo Svezia e Miss Universo Svezia, attraverso i quali vengono selezionate le rappresentanti svedesi rispettivamente per Miss Mondo (dal 2003 in poi) e per Miss Universo (dal 2009 in poi).
A differenza di quasi tutti i concorsi di bellezza, le partecipanti a Miss Svezia, Miss Universo Svezia e Miss Mondo Svezia negli ultimi anni non devono sfilare in costume da bagno.

## Albo d'oro

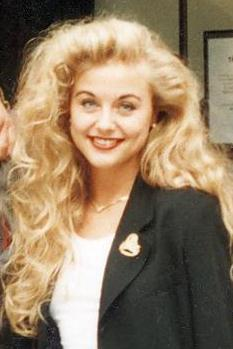
Johanna Lind, Miss Svezia 1993.

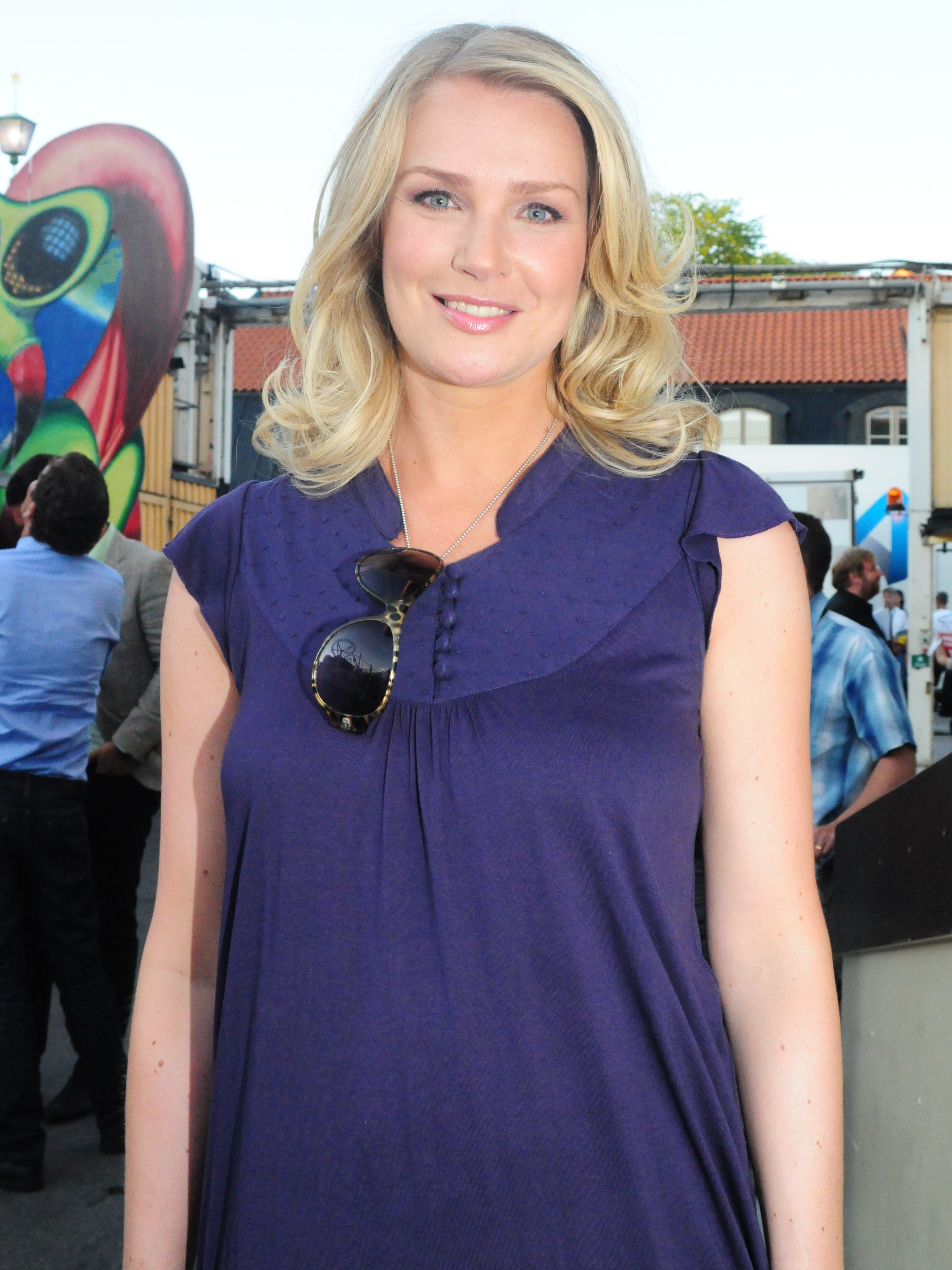
Annika Duckmark, Miss Svezia 1996.

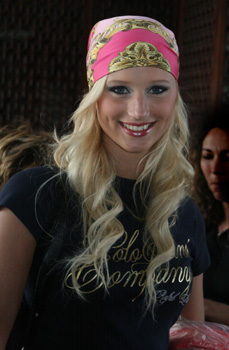
Annie Oliv, Miss Mondo Svezia 2007.

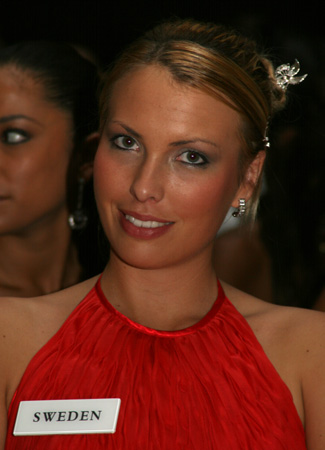
Jennifer Palm Lundberg, Miss Mondo Svezia 2008.

### Miss Svezia
| Anno | Vincitrice                 | Origini     | Piazzamento a Miss Universo |
| ---- | -------------------------- | ----------- | --------------------------- |
| 1950 | Ebba Adrian                | Göteborg    |                             |
| 1951 | Anita Ekberg               | Malmö       |                             |
| 1952 | Anne Marie Thistler        | Stoccolma   | Semifinalista               |
| 1953 | Ulla Sandkler              | Göteborg    |                             |
| 1954 | Ragnild Olausson           | Alingsås    | 5ª classificata             |
| 1955 | Hillevi Rombin†            | Alfta       | Vincitrice                  |
| 1956 | Ingrid Goude               | Sandviken   | 3ª classificata             |
| 1957 | Ingrid Margareta Jonsson   | Göteborg    | 5ª classificata             |
| 1958 | Birgitta Elisabeth Gårdman | Stoccolma   | Semifinalista               |
| 1959 | Marie Louise Ekström       | Sundsvall   | Semifinalista               |
| 1960 | Birgitta Öfling            | Uppsala     |                             |
| 1961 | Gunilla Knutsson           | Ystad       | Semifinalista               |
| 1962 | Monica Rågby               | Göteborg    |                             |
| 1963 | Kicki Margareta Jonsson    | Stoccolma   |                             |
| 1964 | Siv Märta Åqvist           | Gävle       | 4ª classificata             |
| 1965 | Ingrid Norman              | Tranås      | 4ª classificata             |
| 1966 | Margareta Arvidsson        | Vänersborg  | Vincitrice                  |
| 1967 | Eva-Lisa Svensson          | Göteborg    | Semifinalista               |
| 1968 | Anette Marie Hellqvist     | Hallsberg   | Semifinalista               |
| 1969 | Birgitta Lindloff          | Göteborg    | Semifinalista               |
| 1970 | Kristina Wayborn           | Nybro       | Semifinalista               |
| 1971 | Vivian Öihanen             | Vaxholm     |                             |
| 1972 | Britt-Marie Johansson      | Stoccolma   |                             |
| 1973 | Monica Sundin              | Stoccolma   |                             |
| 1974 | Eva-Christine Römpke       | Malmö       |                             |
| 1975 | Catharina Sjödahl          | Örebro      | 5ª classificata             |
| 1976 | Caroline Westerberg        | Tierp       |                             |
| 1977 | Birgitta Lindvall          | Luleå       |                             |
| 1978 | Cecilia Björnsdotter Rodhe | Göteborg    | 5ª classificata             |
| 1979 | Annette Marie Ekström      | Eskilstuna  | 5ª classificata             |
| 1980 | Eva Birgitta Andersson     | Uddevalla   | 5ª classificata             |
| 1981 | Eva-Lena Lundgren          | Piteå       | 3ª classificata             |
| 1982 | Anna Kari Bergström        | Piteå       |                             |
| 1983 | Viveka Miriam Jung         | Göteborg    |                             |
| 1984 | Yvonne Ryding              | Eskilstuna  | Vincitrice                  |
| 1985 | Carina Marklund            | Eskilstuna  |                             |
| 1986 | Anna Lena Rahmberg         | Göteborg    |                             |
| 1987 | Suzanne Thörngren          | Handen      | Semifinalista               |
| 1988 | Annika Davidsson           | Umeå        |                             |
| 1989 | Louise Drevenstam          | Örebro      | 2ª classificata             |
| 1990 | Linda Isacsson             | Vilhelmina  |                             |
| 1991 | Susanna Gustafsson         | Grums       |                             |
| 1992 | Monica Brodd               | Täby        | Semifinalista               |
| 1993 | Johanna Lind               | Linköping   |                             |
| 1994 | Dominique Forsberg         | Kiruna      | Semifinalista               |
| 1995 | Petra Hultgren             | Värmdö      |                             |
| 1996 | Annika Duckmark            | Borås       | Semifinalista               |
| 1997 | Victoria Lagerström        | Stoccolma   | Semifinalista               |
| 1998 | Jessica Olérs              | Borlänge    |                             |
| 1999 | Emma-Helena Nilsson        | Östersund   |                             |
| 2000 | Valerie Aflalo             | Malmö       |                             |
| 2001 | Malin Olsson               | Falun       |                             |
| 2002 | Malou Hansson              | Stoccolma   |                             |
| 2003 | Helena Stenbäck            | Piteå       |                             |
| 2004 | Katarina Wigander          | Lerum       |                             |
| 2006 | Josephine Alhanko          | Stoccolma   |                             |
| 2007 | Isabel Lestapier Winqvist* | Helsingborg |                             |
| 2008 | Lina Hahne                 | Umeå        |                             |
| 2009 | Azra Duliman               | Stoccolma   |                             |

### Miss Mondo Svezia
| Anno | Vincitrice             | Origini   | Piazzamento a Miss Mondo |
| ---- | ---------------------- | --------- | ------------------------ |
| 2004 | Eva Helena Hjertonsson | Kalmar    |                          |
| 2005 | Liza Berggren          | Göteborg  |                          |
| 2006 | Cathrin Skoog          | Östersund |                          |
| 2007 | Annie Oliv             | Göteborg  | 5ª classificata          |
| 2008 | Jennifer Palm Lundberg | Sigtuna   |                          |
| 2009 | Erica Trisha Harrison  | Djurhamn  |                          |
| 2010 | Daniela Karlsson       | Stoccolma |                          |
| 2011 | Nicoline Artursson     | Halmstad  | Top 15                   |

### Miss Universo Svezia
| Anno | Vincitrice       | Origini      | Piazzamento a Miss Universo |
| ---- | ---------------- | ------------ | --------------------------- |
| 2009 | Renate Cerljen   | Staffanstorp | Top 15                      |
| 2010 | Michaela Savic   | Helsingborg  |                             |
| 2011 | Ronnia Fornstedt | Södertälje   |                             |
| 2012 | Hanni Beronius   | Göteborg     |                             |